# Udàtxne (Crimea)
|  | Per a altres significats, vegeu «Udàtxnoie». |

Udàtxne (en (ucraïnès): Удачне) és un poble de la República Autònoma de Crimea a Ucraïna, que el 2014 tenia 896 habitants. Pertany al districte de Krasnogvardiiske.